# Susie Wiles

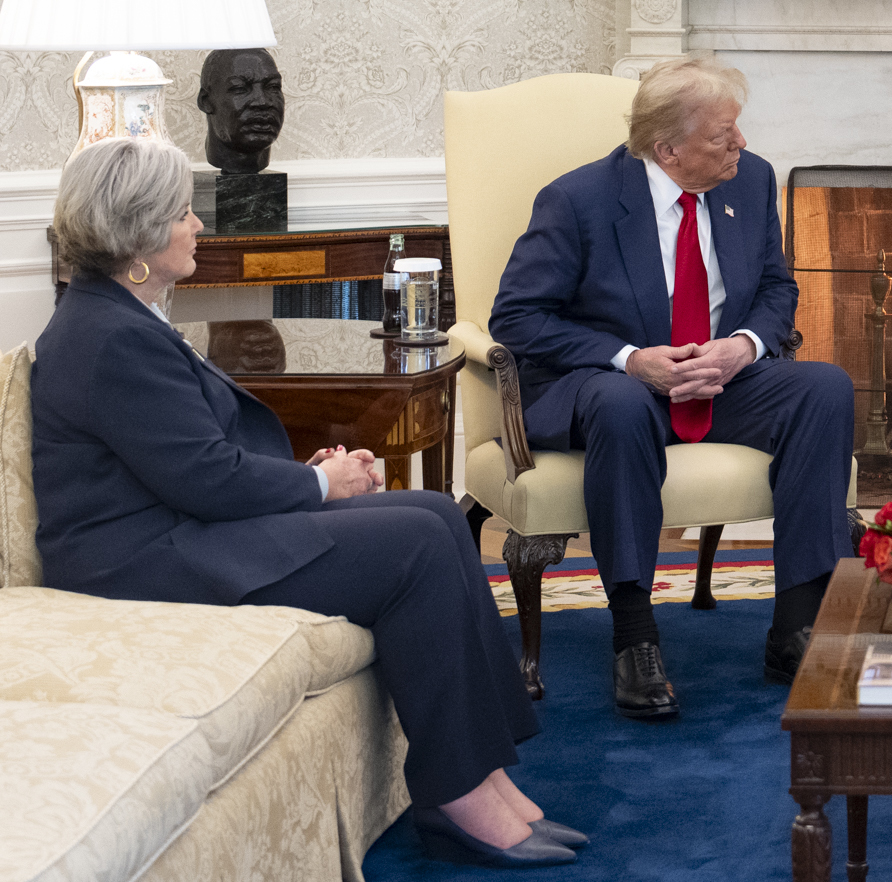
Susie Wiles och Donald Trump i Vita huset, den 13 november 2024. Bakom Susie Wiles syns en byst av Martin Luther King, som skapats av Charles Alston.

Susan "Susie" Wiles, ursprungligen Summerall, född 14 maj 1957 i New Jersey i USA, är en amerikansk politisk tjänsteman. Hon är Vita husets stabschef sedan 20 januari 2025.
Susan Summerall växte upp i New Jersey som ett av tre barn till Pat och Cheri Summerall. Pat Summerall (1930–2013) var professionell fotbollsspelare i National Football League och senare känd sportreporter. Susan Summerall avlade examen på University of Maryland i College Park i Maryland.
Hon har arbetat som assistent och rådgivare till politiker och organiserat valkampanjer, framför allt i Florida. Inför 2016 års presidentval ledde hon kampanjen för Donald Trump i Florida. Hon var 2024 kampanjchef för Donald Trumps nationella presidentvalskampanj 2024, och angavs av Trump efter valet i november 2024 som dennes blivande stabschef i Vita huset från januari 2025.

## Privatliv
Susie Wiles har varit gift med Lenny Wiles, som också var en republikansk politisk tjänsteman. Paret fick två barn. De skilde sig 2017.